# The Big Lie (1951)

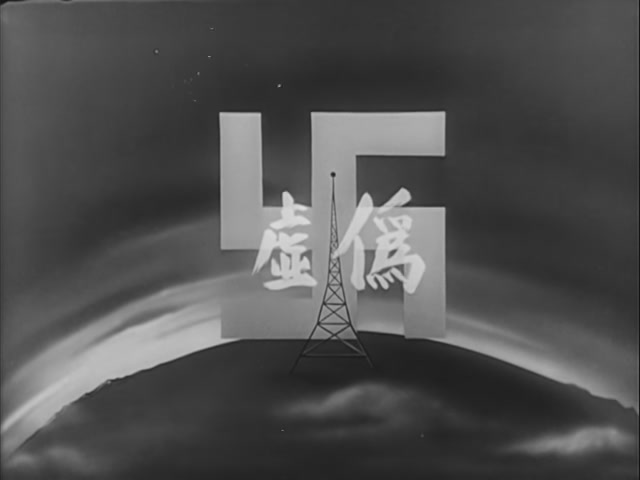
Hakenkreuz vor dem Sendemast als Symbol der NS-Propaganda, mit japanischen Schriftzeichen

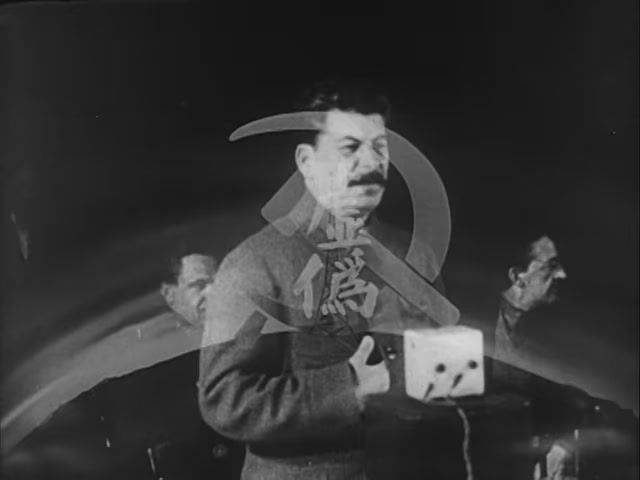
Josef Stalin überblendet mit Hammer und Sichel, chinesischen Schriftzeichen und Sendemast als Symbol der Sowjet-Propaganda

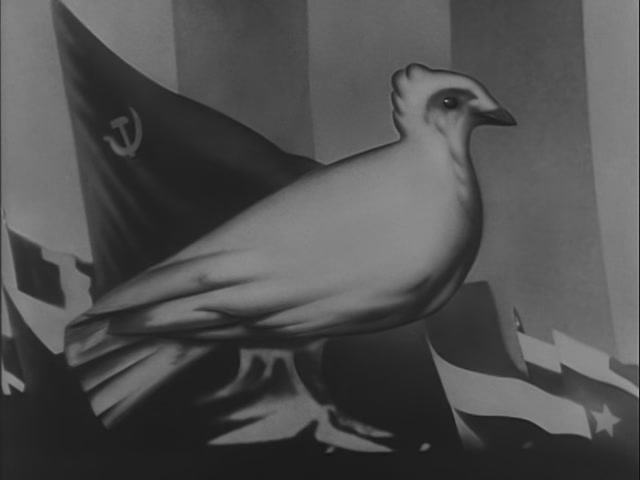
Friedenstaube vor Flaggen der UdSSR und ihrer Satellitenstaaten

The Big Lie ist ein antikommunistischer Propagandafilm der United States Army aus dem Jahr 1951.

## Handlung
Der Film ist durchgehend in englischer Sprache gehalten und besteht fast ausschließlich aus historischen Filmdokumenten, mit einigen grafischen Animationen. Er beginnt mit der gesprochenen Wiedergabe eines angeblichen Hitler-Zitats in englischer Sprache, wobei ein stilisierter Gittermast ähnlich dem Berliner Funkturm auf einer Weltkugel gezeigt wird. Vor dem Funkturm werden nacheinander ein schwarzes Hakenkreuz und weiße japanische Schriftzeichen als Symbole des Nationalsozialismus und des japanischen Imperialismus und schließlich das Kopfbild Adolf Hitlers eingeblendet.
Das angebliche Hitler-Zitat lautet:

“The great masses will more easily fall victims to a big lie than to a small one.”

„Die großen Massen werden leichter einer großen als einer kleinen Lüge zum Opfer fallen.“

Der Sprecher weist nun darauf hin, dass die Stimmen der Nazis verstummt seien, die Große Lüge aber weiterlebe, in Josef Stalin und der Stalin-Gang. Es folgen alternierend Kopfbilder von NS-Funktionären und kommunistischen Führern, angefangen mit Josef Stalin, wobei nun an Stelle des Hakenkreuzes Hammer und Sichel und chinesische Schriftzeichen als Symbole des Kommunismus eingeblendet werden. Weitere Bilder zeigen Massenaufmärsche aus Anlass der Nürnberger Reichsparteitage und zum Tag der Arbeit auf dem Roten Platz in Moskau, mit dem Hinweis, dass die Paraden länger und die Marschmusik lauter geworden seien. Weitere Gleichsetzungen in Parallelmontagen zeigen Szenen aus nationalsozialistischen und sowjetischen Zwangsarbeitslagern, Scheinwahlen mit vorbestimmtem Wahlergebnis in beiden politischen Systemen, Schauprozesse vor dem Volksgerichtshof unter Roland Freisler und in der UdSSR und Aufmärsche von Hitlerjugend, Wehrmacht und SS gegenüber Aufmärschen der Pionierorganisation Wladimir Iljitsch Lenin und der Roten Armee. Die Folge der Gegenüberstellungen endet mit einem von oben über das Bild der marschierenden Sowjetsoldaten geschobenen stilisierten Eisernen Vorhang, der nun Europa in die freie Welt und die Welt der Sklaven teile.
Vor dem Hintergrund dicht gedrängt sitzender Arbeiterinnen in einer Textilfabrik und einiger Szenen aus Lebensmittelgeschäften verkündet der Sprecher, dass hier die Welt der Sklaven gezeigt werde. In gebrochenem Englisch mit starkem russischen Akzent wird in krassem Gegensatz zu den Bildern festgestellt, dass Kommunismus nicht Armut und Mangel, sondern das Verbot von Armut und Mangel bedeute.
Eine animierte Karte Europas zeigt sowjetische Annexionen wie die Staaten des Baltikums, Weißrussland und die Ukraine in schwarz und sowjetische Satellitenstaaten wie Polen, die DDR, die Tschechoslowakei, die Mongolei und Nordkorea in grau, womit das Bestreben der Sowjetunion dargestellt wird, sich souveräne Staaten einzuverleiben oder sie in ihre totale Abhängigkeit zu bringen. Als Beispiele werden mit Bildern und Zitaten ihrer Staatschefs Bulgarien, Polen, Rumänien, Nordkorea und Rotchina genannt, die alle unter den Einfluss des Kreml und seiner Großen Lüge geraten seien.
Es folgen wieder Massenszenen aus verschiedenen Satellitenstaaten, die jeweils mit dem Hinweis Sold out (verkauft) eingeleitet werden und mit landestypischen Propaganda-Aussagen unterlegt sind. Polen, Rumänien, Ungarn, China, Nordkorea und die Tschechoslowakei werden so gezeigt. Es folgen Bilder vom Staatsbegräbnis für Jan Masaryk im Jahr 1948. Masaryk starb unter ungeklärten Umständen kurz nach dem kommunistischen Februarumsturz durch einen Sturz aus dem Fenster des Prager Außenministeriums. Der Sprecher gibt in Anlehnung an die offizielle Darstellung des Todesfalls als Suizid an, dass Masaryk nicht mit der Großen Lüge leben konnte. Dem Sarg Masaryks folge die Freiheit der Tschechoslowakei in sein Grab.
Nur eine Nation verweigere sich dem Tod. Kein kommunistischer Politiker habe die Große Lüge mehr verinnerlicht als Jugoslawiens Marschall Tito. Er sei auch dem Beispiel anderer kommunistischer Führer gefolgt und habe seine Pilgerreise nach Moskau absolviert, doch dann habe er den Eisernen Vorhang zurückgeschoben. Mit dem Sonderweg Jugoslawiens sei die Große Lüge gescheitert, jugoslawisches Getreide ernähre jetzt Jugoslawen, und keine Russen auf Kosten hungernder Jugoslawen.
Ohne inhaltliche Überleitung wird die letzte „kommunistische Lüge“ angegriffen, die „Lüge der Taube“. Filmaufnahmen von kommunistischen Rüstungsbetrieben und Militärparaden werden mit sowjetischen Propaganda-Aussagen zum Friedenswillen und zur Abrüstungsbereitschaft unterlegt. Doch diesen Worten stehen andere Taten gegenüber, der (kommunistische) griechische Bürgerkrieg: The dove that goes BOOM. In ähnlicher Weise werden drei weiteren Bilderfolgen von Friedenskonferenzen und Rüstungsproduktion angefügt, unterlegt mit Friedenspropaganda mit starkem russischem Akzent, Bilder vom Indochinakrieg, vom Koreakrieg und vom Chinesischen Bürgerkrieg: The dove that goes BOOM. Der Film schließt mit zwei Warnungen: fürchte die Große Lüge, fürchte die Taube die „BOOM“ macht.

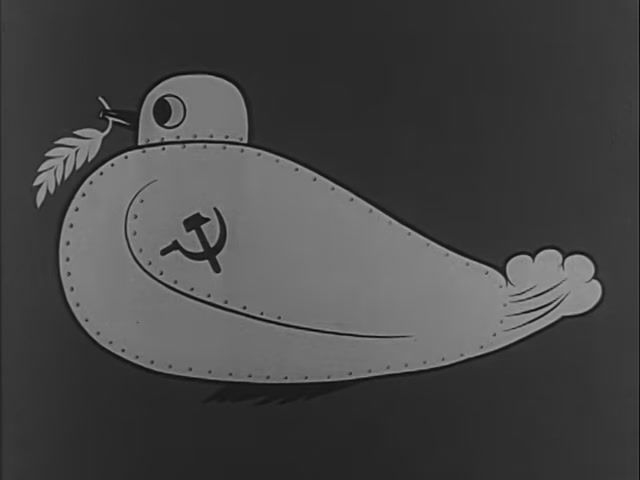
The dove that goes BOOM, die Friedenstaube wurde zu einem sowjetischen Panzer

Der Slogan The dove that goes BOOM des letzten Abschnitts ist die Übersetzung des französischen Titels La colombe qui fait BOUM einer Karikatur, die auch im Film wiedergegeben wird. Eine Friedenstaube hat sich in der Weise verwandelt, dass ihre Flügel zu Panzerketten wurden und ihr Kopf den Turm eines mit Hammer und Sichel markierten sowjetischen Kampfpanzers darstellt. Dieses Symbol wurde von der französischen antikommunistischen Gruppe Paix et Liberté als erstes Poster in einer Serie veröffentlicht und in 300.000 Exemplaren gedruckt und verteilt. Es war eine Karikatur der 1949 von Pablo Picasso entworfenen und lithografierten Silhouette einer Taube, die von Louis Aragon 1949 als Symbol des Kongresses des Weltfriedensrats in Paris ausgewählt wurde. Für dieses Werk erhielt Picasso 1955 den Internationalen Friedenspreis des Weltfriedensrats. Die Taube Picassos ist seither ein international bekanntes Symbol für den Frieden und für die Friedensbewegung.

## Hintergrund
Die Vereinigten Staaten befanden sich 1951 mitten in dem heute als die McCarthy-Ära bezeichneten Zeitraum der Kommunistenverfolgung von 1947 bis etwa 1956 und am Beginn des Kalten Krieges. Die Sowjetunion wurde als massive Bedrohung der amerikanischen Freiheit angesehen. Der Verlust der staatlichen Souveränität einer Reihe europäischer und asiatischer Staaten durch Annexion oder Umwandlung in Moskau-hörige Satellitenstaaten und die sowjetische Politik der Unterstützung kommunistischer Bewegungen weckten Erinnerungen an die gewaltsame Unterwerfung großer Teile Europas durch das nationalsozialistische Deutschland und Asiens durch das japanische Kaiserreich. In diesem Klima diente The Big Lie dem Aufbau eines äußeren Feindbildes, wie der im Vorjahr ebenfalls von der United States Army produzierte Propagandastreifen The Communist Weapon of Allure (deutsch: Die kommunistische Waffe der Verführung) vor dem Feind im Inland warnen sollte.

## Hitler-Zitat
Das zu Beginn des Films gesprochene angebliche Hitler-Zitat, das auch für den Titel des Films herangezogen wurde, ist nicht authentisch. Es ist eines jener Falschzitate, die seit Jahrzehnten Adolf Hitler oder anderen hochrangigen NS-Funktionären wie Joseph Goebbels in den Mund gelegt werden. Ihnen ist gemein, dass der vorgebliche Sprecher oder Verfasser scheinbar seine eigenen Lügen als solche anerkennt und als legitimes Mittel rechtfertigt, dass er sich selbst als Lügner hinstellt. Tatsächlich haben Hitler, Goebbels und andere NS-Führer stets ihre eigene Wahrheitsliebe beteuert, selbst wenn sie logen, und angebliche Lügen lediglich anderen vorgehalten – wie in diesem Fall den Juden und den Marxisten. Für die Aussage im Film diente eine Passage aus Adolf Hitlers Hetzschrift Mein Kampf als Vorlage, mit der in Kapitel 10 (Ursachen des Zusammenbruchs) die Geschichtsfälschung der Dolchstoßlegende aufgegriffen und die Verantwortung Erich Ludendorffs für die deutsche Niederlage im Ersten Weltkrieg geleugnet wird. Diese Behauptungen offenbarten Hitler zufolge die ganze bodenlose Verlogenheit des Judentums und seiner marxistischen Kampforganisation:

„Man ging dabei von dem sehr richtigen Grundsatze aus, daß in der Größe der Lüge immer ein gewisser Faktor des Geglaubtwerdens liegt, da die breite Masse eines Volkes im tiefsten Grunde ihres Herzens leichter verdorben als bewußt und absichtlich schlecht sein wird, mithin bei der primitiven Einfalt ihres Gemütes einer großen Lüge leichter zum Opfer fällt als einer kleinen, da sie selber ja wohl manchmal im kleinen lügt, jedoch vor zu großen Lügen sich doch zu sehr schämen würde. Eine solche Unwahrheit wird ihr gar nicht in den Kopf kommen, und sie wird an die Möglichkeit einer so ungeheuren Frechheit der infamsten Verdrehung auch bei anderen nicht glauben können, ja selbst bei Aufklärung darüber noch lange zweifeln und schwanken und wenigstens irgendeine Ursache doch noch als wahr annehmen; daher denn auch von der frechsten Lüge immer noch etwas übrig und hängen bleiben wird – eine Tatsache, die alle großen Lügenkünstler und Lügenvereine dieser Welt nur zu genau kennen und deshalb auch niederträchtig zur Anwendung bringen.“

Das Hitler-Zitat, das im deutschen Sprachraum kaum rezipiert wird, ist in den Vereinigten Staaten und Großbritannien seit dem Zweiten Weltkrieg als Big Lie ein Synonym für nationalsozialistische Propaganda. So lag es nahe, in einem antikommunistischen Propagandafilm diesen Begriff aufzunehmen und zur Gleichsetzung des besiegten Nationalsozialismus und des aus der Sicht der Propaganda noch zu besiegenden und nicht minder gefährlichen Kommunismus zu verwenden.
In seinem unmittelbar vor und nach dem Beginn des Zweiten Weltkriegs geschriebenen unveröffentlichten Essay Lüge als Staatsprinzip hat der am Tag nach dem Reichstagsbrand ins Exil gegangene deutsche Schriftsteller Bruno Frank ebenfalls auf diese Ausführungen Hitlers Bezug genommen. Frank zufolge ist die Passage der „Schlüssel zum ganzen Trachten und Tun dieses Menschen. Sie ist die Quintessenz aller Einsichten, die er je im Leben gehabt hat. Sie ist sein Beitrag – sein einziger – zur Entwickelung des menschlichen Geistes.“ Hitler offenbare hier die Lüge als das Grundprinzip seines Handelns.